# Āq Daraq-e Qadīm
Āq Daraq-e Qadīm (persiska: آقدَرَقِ قَديم, آغ درق قديم, Āqdaraq-e Qadīm, Āgh Daraq-e Qadīm, آق درق قديم) är en ort i Iran.   Den ligger i provinsen Östazarbaijan, i den nordvästra delen av landet, 500 km nordväst om huvudstaden Teheran. Āq Daraq-e Qadīm ligger 1 932 meter över havet och antalet invånare är 128.
Terrängen runt Āq Daraq-e Qadīm är kuperad, och sluttar österut.Runt Āq Daraq-e Qadīm är det ganska glesbefolkat, med 27 invånare per kvadratkilometer. Närmaste större samhälle är Ahar, 18,1 km söder om Āq Daraq-e Qadīm. Trakten runt Āq Daraq-e Qadīm består i huvudsak av gräsmarker.